# Evgenij Kozlov
Evgenij Evgen'evič Kozlov (in russo Евгений Евгеньевич Козлов?; Sergiev Posad, 4 febbraio 1995) è un calciatore russo, attaccante dell'Atyrau.

## Carriera
Ha giocato nella prima divisione dei campionati russo, lettone, bielorusso, kazako ed indiano.

## Palmarès

### Club

#### Competizioni nazionali
- Campionato lettone: 2

Spartaks Jūrmala: 2016, 2017
- I-League: 1

Mohammedan: 2023-2024

### Individuale
- Capocannoniere della Virslīga: 1

2017 (13 reti)